# خانه فرهمند
خانه فرهمند مربوط به دوره قاجار است و در شهرستان بافت، روستای پتکان واقع شده و این اثر در تاریخ ۱۲ تیر ۱۳۸۴ با شمارهٔ ثبت ۱۲۰۰۴ به‌عنوان یکی از آثار ملی ایران به ثبت رسیده است.